# Championnat d'Amérique du Sud masculin de volley-ball 2009
Navigation
Édition précédente Édition suivante
Le 28e championnat d'Amérique du Sud de volley-ball masculin s'est déroulé du 12 août 2009 au 21 août 2009 à Bogota, Colombie. Il a mis aux prises les sept meilleures équipes continentales.

## Équipes présentes
- Argentine
- Brésil
- Chili
- Colombie
- Pérou
- Uruguay
- Venezuela

## Classement final
| Place              | Équipe    |
| ------------------ | --------- |
| Médaille d'or      | Brésil    |
| Médaille d'argent  | Argentine |
| Médaille de bronze | Venezuela |
| 4                  | Colombie  |
| 5                  | Chili     |
| 6                  | Pérou     |
| 7                  | Uruguay   |

## Distinctions individuelles
- MVP :  Murilo Endres
- Meilleur attaquant :  Giba
- Meilleur contreur :  Luis Diaz
- Meilleur serveur :  Julián Viáfara
- Meilleur défenseur :  Alexís González
- Meilleur passeur :  Luciano De Cecco
- Meilleur réceptionneur :  Enderwuin Herrera
- Meilleur libero :  Sergio Santos Dutra